# Pancheria ternata
Pancheria ternata är en tvåhjärtbladig växtart som beskrevs av Brongn. & Gris. Pancheria ternata ingår i släktet Pancheria och familjen Cunoniaceae. Inga underarter finns listade i Catalogue of Life.